# سلیم دوم
سلیم دوم، (۲۸ می ۱۵۲۴ استانبول – در ۱۵ دسامبر ۱۵۷۴ استانبول) که با نام سلیممِی‌گُسار و سلیم بور نیز شناخته می‌شود، پسر و جانشین سلیمان قانونی از خرم سلطان و یازدهمین سلطان امپراتوری عثمانی بود.

## زندگی
سلیم در ۲۸ مه ۱۵۲۴ در استانبول، در زمان سلطنت پدرش سلیمان قانونی متولد شد. مادرش خرم سلطان، کنیزی بود که در روهاتین به عنوان دختر کشیش ارتدکس به دنیا آمد، بعداً آزاد شد و همسر عقدی سلیمان شد.
در سال ۱۵۴۲ فرماندار قونیه شد. بعد از مرگ شاهزاده محمد (سال ۱۵۴۳) سلیم به عنوان فرماندار مانیسا انتخاب شد، در مانیسا، سلیم با نوربانو سلطان آشنا شد. او مادر مراد سوم و جانشین سلیم بود. سلیم به‌طور قانونی با نوربانو ازدواج کرد، درست مثل پدر و مادرش.
در سال ۱۵۵۳ با اعدام شاهزاده مصطفی رقابت میان سلیم و برادر کوچک‌ترش شاهزاده بایزید شدت گرفت، با مرگ خرم سلطان (سال ۱۵۵۸) سلیم فرماندار قونیه و بایزید فرماندار آماسیه شد سال بعد بایزید به قونیه لشکر کشید در این زمان سلیمان حمایت کامل خود را به سلیم داد. به همین دلیل بازید شکست خورده و به ایران فرار کرد. بعداً در سال ۱۵۶۲ بایزید و پسرانش اعدام شدند و سلیم تنها وارث سلیمان فرماندار کوتاهیه شد.

## حکومت
زمانی که سلیم دوم از خبر فوت پدرش در محاصره سیگت‌وار باخبر شد، از مانیسا به طرف بلگراد در طی یک ماه حرکت کرد. در این حرکت تحت فرمان عثمان پاشا قلعهٔ بوبوکجا را فتح کرد. به تحقیق، سلطان سلیم دوم بر خلاف سلطان سلیمان قانونی که سلطانی مقتدر، جنگاور و خردمند بود، پادشاهی عیاش و میگسار و خوش گذران بود. در زمان سلطنت او واردات شراب به استانبول به اوج خود رسید و این امر موجب تنبلی و شراب خواری ینی‌چریها شد.
سلیم دوم در خصوص اقدامات نظامی دستور تقویت ناوگان دریایی را صادر نمود و با بسیج نیروی قوی دریایی، جزیره قبرس را فتح کرد و دو جزیره کوفو و کتالونیا را در نزدیکی آلبانی فتح نمود. با توجه به این که با فوت سلطان سلیمان اول نیروهای اسپانیا تونس را تسخیر کرده بودند و در یمن و بصره شورش‌هایی علیه تشکیلات و نیروهای عثمانی بروز کرده بود، وی تونس را آزاد و شورش یمن و بصره را سرکوب کرد.
در سال ۱۵۷۱ اسپانیا علیه دولت عثمانی اعلام جنگ کرد و از سایر دولت‌های مسیحی اروپایی درخواست کمک نمود و به جهت باز پس‌گیری تونس و الجزایر و طرابلس، پاپ پیوس پنجم بسیج عمومی اعلام کرد و ناوگان دریایی عثمانی از سوی نیروهای مسیحی محاصره گردید. با اینکه نیروهای عثمانی شجاعت و شهامت بی‌سابقه ای از خود نشان دادند، اما شکست خوردند و ۲۰۰ فروند از کشتی‌هایشان در این جنگ از بین رفت و گونه ای که اکثر آن‌ها غرق شد و مابقی به دست اروپاییان افتاد. پاپ بیوس پنجم نیز از موفقیت به دست آمده بسیار خوشحال و سرمست شد و دستور داد به عنوان شادکامی چندین کلیسا در منطقه ساخته شود. او سپس دست به عمل خصمانه‌ای زد و به حکام دست نشانده عثمانی‌ها در حجاز و یمن و حبشه پیام فرستاد که زمان استقلال و آزادی فرا رسیده‌است، شما حرکت کنید، ما هم از شما حمایت خواهیم کرد و آنگاه به شاه طهماسب نامه نوشت و او را هم به حمله به سرزمین عثمانیان تشویق کرد و به آن‌ها امید داد و چنین گفت که حکومت عثمانی قدرت نظامی خود را به دلیل داشتن فرمانروایی بی‌خرد از دست داده‌است، ما از غرب و شما هم از شرق در جهت نابودی عثمانی‌ها اقدام کنیم. ظاهراً شاه تهماسب عکس‌العملی از خود نشان نداد.
سلیم دوم فوراً دستور بازسازی ناوگان را صادر کرد و در کمترین مدت ۲۵۰ فروند کشتی جدید ساخته شد و این ناوگان راهی آب‌های مدیترانه و دریای سرخ و خلیج عدن گردیدند. سلیم در داخل شروع به عمران و آبادانی نمود و طی نقشه ای خاص، شروع به اتصال دریای سیاه به دریای خزر کرد و ثلث آن کار را انجام داد، اما موفق به تکمیل آن نشد. وی سپس با دولت‌های فرانسه و اتریش معاهده صلح امضا کرد. عثمانی‌ها در این معاهده صلح با اتریش، مالکیت اراضی متعلق به اتریش را در مجارستان پذیرفتند. سلیم کوشید تا رود دن را به ولگا متصل کند تا دریای سیاه را به دریای خزر متصل سازد. مردم قازان از ترس سلطه روس‌ها از وی خواستند تا راه کشتی‌ها و سپاه آنان را اصلاح کند. این طرح به دلیل برخی رخدادها و شورش‌ها به جایی نرسید.
در جنگ لپانتو که در خلیج لپانت در نزدیکی بندر کورینت یونان رخ داد، ناوگان دریایی عثمانی به سختی شکست خورد و در هم شکست. یکی از دلایل عمده این شکست بی کفایتی سلطان سلیم دوم بود. جمهوری ونیز در آن روزگار به دلیل تجارت گسترده دریایی ناوگان نیرومندی داشت اما به تنهایی نمی‌توانست با عثمانی مقابله کند بنابراین از فیلیپ دوم، پادشاه اسپانیا که در آن زمان ابرقدرت جهان تلقی می‌شد، درخواست کمک کرد. فیلیپ ناوگان خود را به کمک جمهوری ونیز فرستاد تا بتواند جزیره قبرس را از عثمانی‌ها بازپس گیرد. هر یک از طرفین جنگ در میدان این نبرد دریایی حدود ۱۰۰ هزار نیرو شامل ملوانان و سربازان داشتند. در این نبرد دریایی ناوگان دریایی عثمانی به سختی شکست خورد و بخش اعظم کشتی‌هایش نابود شده یا به تصرف ناوگان مشترک اسپانیا و جمهوری ونیز درآمد. با اینکه ناوگان متحد اسپانیا و جمهوری ونیز قادر به تصرف دوباره جزیره قبرس نشدند و جزیره قبرس تحت مالکیت امپراتوری عثمانی باقی ماند اما جنگ دریایی لپانت نقطه عطفی در زوال تدریجی امپراتوری عثمانی تلقی می‌شود.

## فعالیت‌ها
سلیم هزینه حرمین شریفین را برای تأمین حقوق خدام و کمک به ساکنان آن‌ها دو برابر نمود. در دوره سلطنت سلیم دوم، امپراتوری عثمانی توانست شورشی را که در بصره بر پا شده بود و شخصی به نام ابن علیان مسبب آن بود را آرام کند و مالیاتی سالانه برابر با ۱۵۰۰ لیر طلا از او بستاند. سلیم دوم مسجد بزرگی در ادرنه ساخت. هم چنین پلی در استانبول بنا کرده، جامع ایاصوفیه را که بر اثر زلزله آسیب فراوان دیده بود، به‌طور اساسی تعمیر کرد. سلطان سلیم با توجه به علاقه شدیدی که به ابوسعود افندی مفتی دیار عثمانی داشت، در بدو امر از حیث مادی و معنوی به زندگی علما و اهل دین توجه می‌نمود.

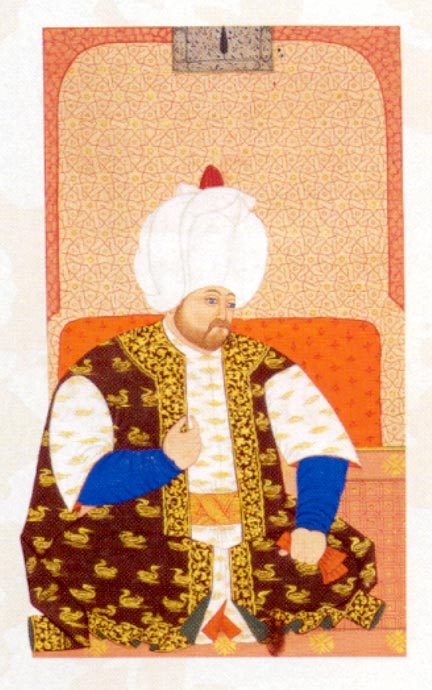
نگاره‌ای از چهرهٔ سلطان سلیم دوم

## فتح قبرس
فتوحات سلیمان قانونی در دریای مدیترانه امپراتوری عثمانی را به قدرت بلامنازع تبدیل کرد. اما برای دزدان دریایی ونیزی تنها یک مکان قابل سکونت وجود داشت. فتح قبرس را این‌گونه می‌توان تشریح کرد:
- سلیمان قانونی به پسرش سلیم وصیت کرده‌بود که: «اگر فتح قبرس نصیب ما نشود، تو آن را فتح کن.»
- که بر روی آن سلیم دوم به پدرش این‌گونه قول داد که اگر پادشاه بشود، قبرس را بر سر دزدان دریایی آتش خواهد زد.
- هدایای نفیسی از طرف حاکم مصر و از راه دریای مدیترانه که به سلیم دوم فرستاده شده‌بود، توسط دزدان دریایی ربوده شد. مصادرهٔ تمام هدایا و به زندان انداختن آن‌ها از جمله دلایلی بود که موجب شد سلطان سلیم با نیروی دریایی امپراتوری عثمانی، با وجود اعتراض‌های شدید سوکلو محمد پاشا به سفر برود.
- در ۱۸ مهٔ ۱۵۷۰ قلعه‌ای را که از دست داده بود فتح کرد.
- در ۲ ژوئیهٔ ۱۵۷۰ قلعهٔ لفتاری و در ۹ ژوییهٔ همان سال قلعهٔ گیرنه را فتح کرد.
- در ۹ سپتامبر ۱۵۷۰ لفکوسا را فتح کرد و سرانجام در تاریخ ۱ اوت ۱۵۷۱، با تسخیر قلعهٔ ماگوسا فتح قبرس را تمام کرد.

## خانواده
همسران
- نوربانو سلطان، (۱۵۲۵ ونیز – ۸ دسامبر ۱۵۸۳ استانبول، در مقبره سلیم دوم در مسجد ایاصوفیه دفن شد) همسر عقدی و خاصگی سلطان، سلیم دوم بود.
- مادر فاطمه سلطان
- مادر شاهزاده محمد
- مادر شاهزاده سلیمان
- مادر شاهزاده جهانگیر
- مادر شاهزاده عبدالله
- مادر شاهزاده عثمان

پسران
- مراد سوم (۴ ژوئیه ۱۵۴۶ مانیسا – ۱۹ ژانویه ۱۵۹۵ استانبول، در مقبره مراد سوم در مسجد ایا صوفیه دفن شد) پسر نوربانو
- شاهزاده محمد (۱۵۷۰ استانبول – ۱۵۷۲ استانبول، در مقبره خرم سلطان در مسجد سلیمانیه دفن شد)
- شاهزاده مصطفی (۱۵۷۱ استانبول – ۲۲ دسامبر ۱۵۷۴ به فرمان مراد سوم خفه شد، در مقبره سلیم دوم در مسجد ایاصوفیه دفن شد)
- شاهزاده عبدالله، (۱۵۷۱ استانبول – ۲۲ دسامبر ۱۵۷۴ به فرمان مراد سوم خفه شد، در مقبره سلیم دوم در مسجد ایاصوفیه دفن شد)
- شاهزاده سلیمان، (۱۵۷۲ استانبول – ۲۲ دسامبر ۱۵۷۴ به فرمان مراد سوم خفه شد، در مقبره سلیم دوم در مسجد ایاصوفیه دفن شد)
- شاهزاده عثمان (۱۵۷۳ استانبول – ۲۲ دسامبر ۱۵۷۴ به فرمان مراد سوم خفه شد، در مقبره سلیم دوم در مسجد ایاصوفیه دفن شد)
- شاهزاده جهانگیر (۱۵۷۴ استانبول – ۲۲ دسامبر ۱۵۷۴ به فرمان مراد سوم خفه شد، در مقبره سلیم دوم در مسجد ایاصوفیه دفن شد)

دختران
- شاه سلطان (۱۵۴۴ مانیسا – ۳ نوامبر ۱۵۸۰ استانبول، در مقبره زال محمود پاشا در مسجد ایوب سلطان دفن شد) دختر نوربانو
- اسماخان سلطان (۱۵۴۵ مانیسا – ۸ اوت ۱۵۸۵ استانبول در مقبره سلیم دوم در مسجد ایاصوفیه دفن شد) دختر نوربانو
- گوهرخان سلطان (۱۵۴۵ مانیسا – ۱۶۲۲ استانبول در مقبره سلیم دوم در مسجد ایاصوفیه دفن شد) دختر نوربانو
- فاطمه سلطان (۱۵۵۸ مانیسا – ۲۷ اکتبر ۱۵۸۰ استانبول، در مقبره سلیم دوم در مسجد ایاصوفیه دفن شد) در سال ۱۵۷۴ با داماد سیاوش پاشا ازدواج کرد.
- عایشه سلطان (۱۵۶۸ استانبول –؟ استانبول، در مقبره سلیم دوم در مسجد ایاصوفیه دفن شد) در سال ۱۵۸۴ با اولوچ علی پاشا دریاسالار ازدواج کرد.

## نگارخانه

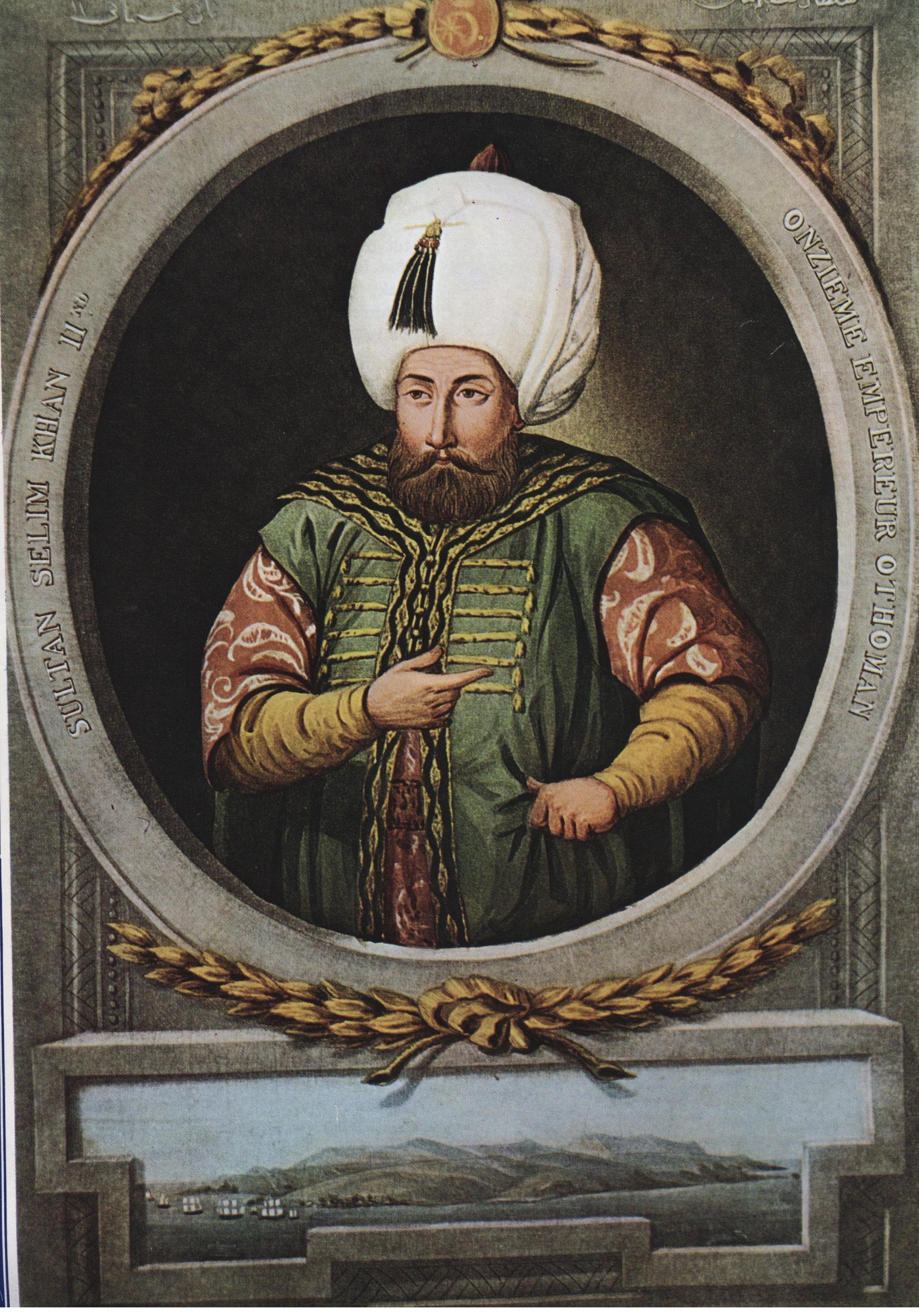
سلطان سلیم ثانی
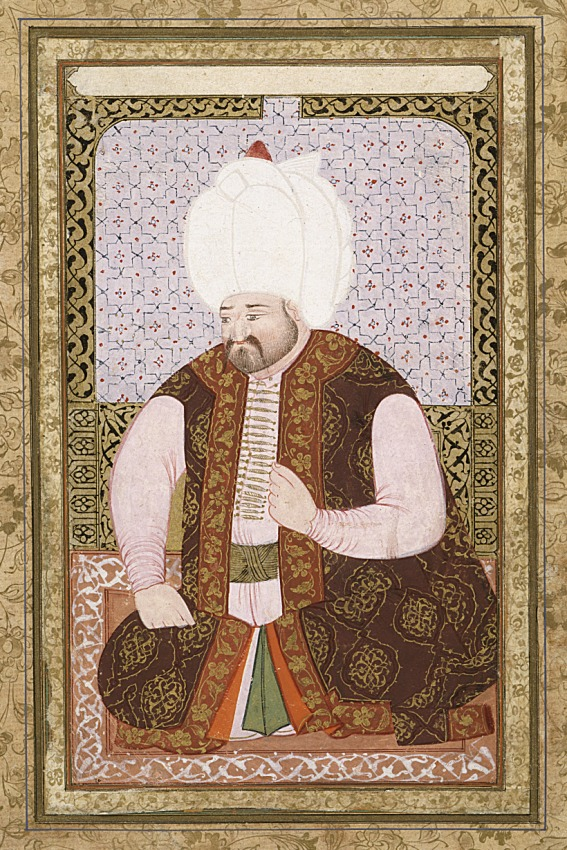
نگاره‌ای از سلیم دوم
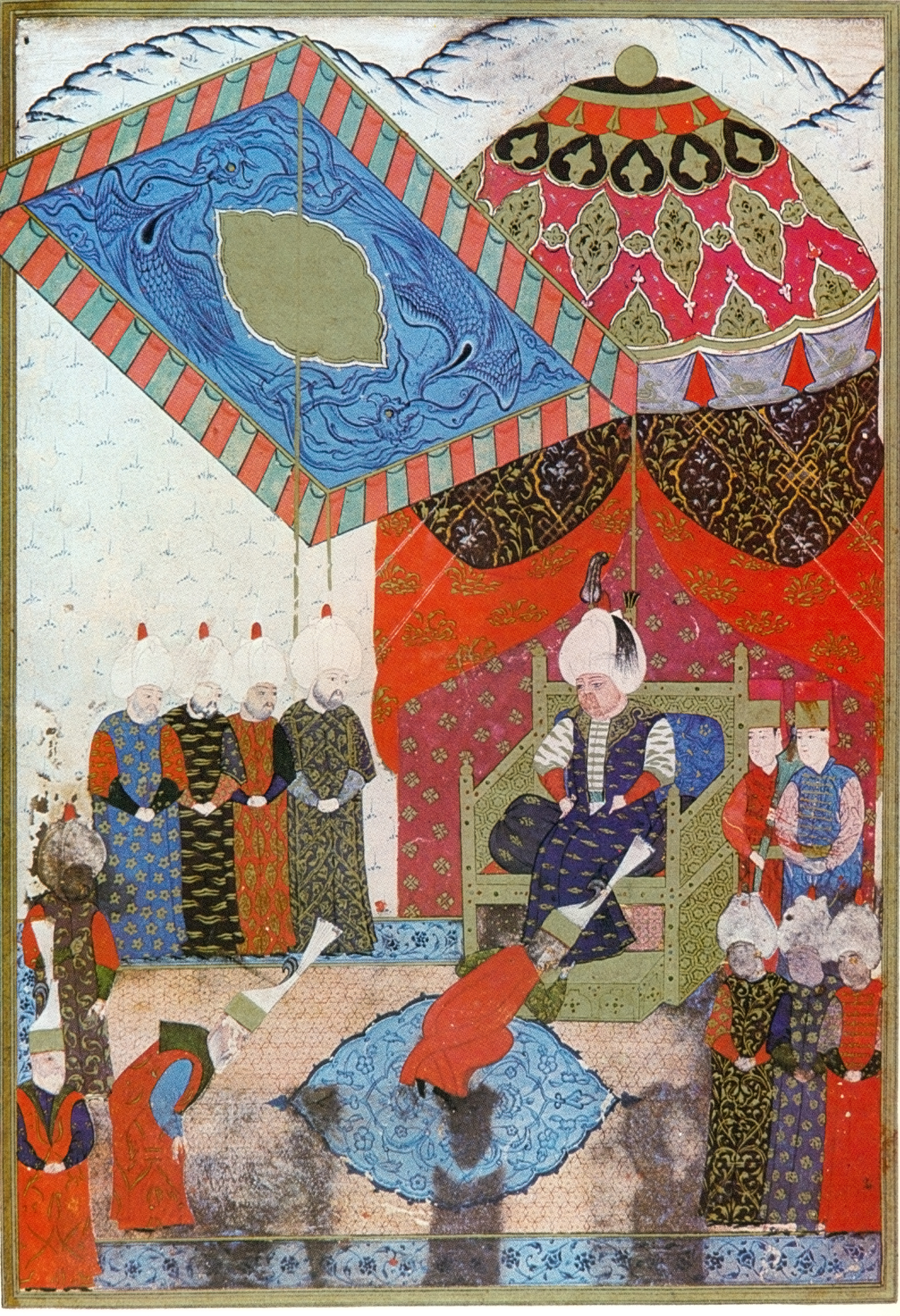
مراسم جلوس سلطان سلیم ثانی، سال ۱۵۶۶
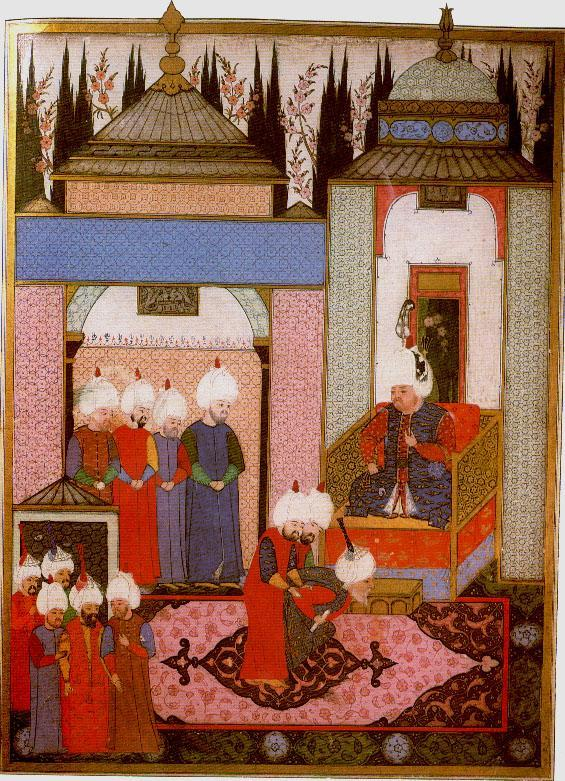
دیدار سفیر صفوی از سلطان سلیم دوم در قصر در ادیرنه، سال ۱۵۶۷
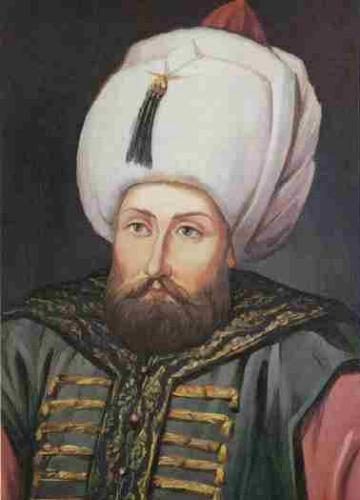
پرتره‌ای از سلیم دوم
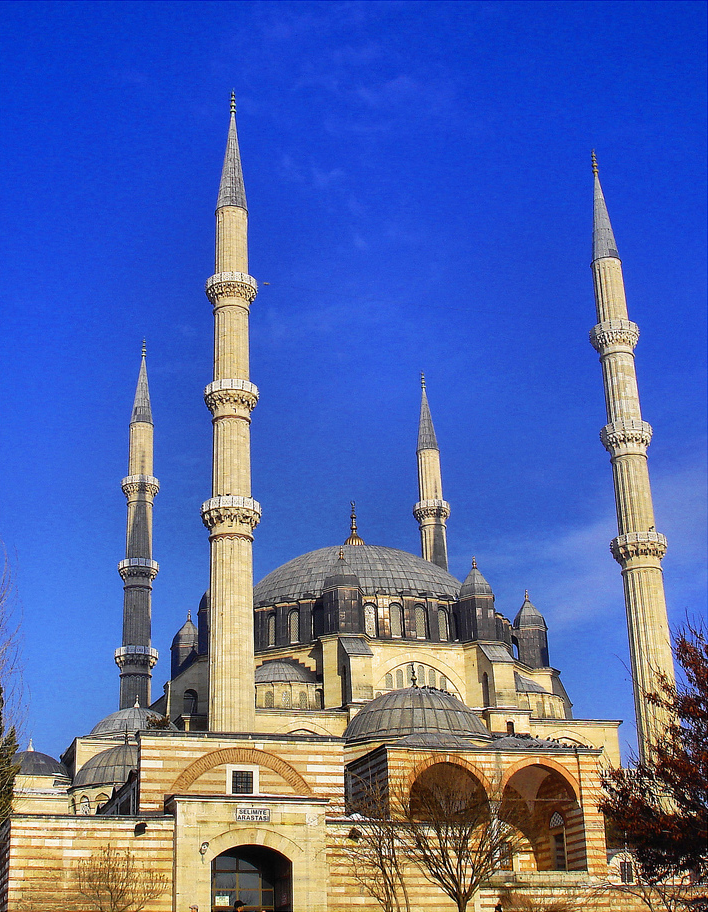
مسجد سلیمیه به دستور سلطان سلیم دوم توسط معمار سنان در ادیرنه ساخته شد.
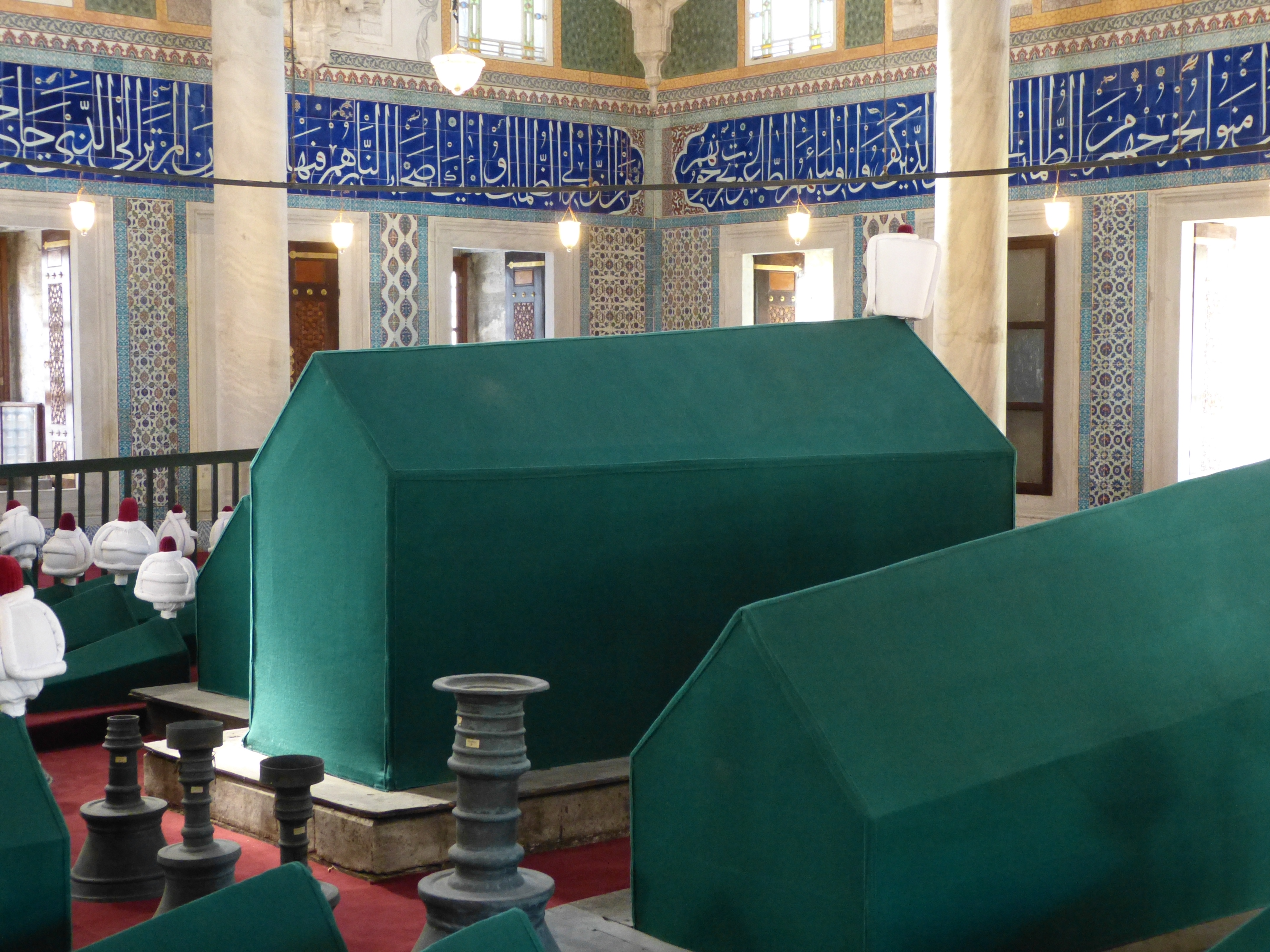
مقبره سلیم دوم، مسجد ایاصوفیه، استانبول